# نوزيت سانتانا
نوزيت سانتانا (بالإسبانية: Nauzet Santana)‏ هو لاعب كرة قدم إسباني في مركز حراسة المرمى، ولد في 8 أبريل 1994 في سانتا كروز دي تينيريفه في إسبانيا. لعب مع نادي تينيريفي.